# 1692
1692 (MDCXCII) byl rok, který dle gregoriánského kalendáře započal úterým.

## Události
- 1. březen – v Salemu začíná hon na čarodějnice
- 7. červen – Port Royal, hlavní město Jamajky těžce poničeno zemětřesením
- 10. červen – Salemský hon na čarodějnice – první tři ženy pověšeny pro čarodějnictví
- 19. srpen – Salemský hon na čarodějnice – pro čarodějnictví oběšen první muž
- ustanoven 9. kurfiřt (kurfiřt hannoverský)

### Probíhající události
- 1683–1699 – Velká turecká válka
- 1688–1697 – Devítiletá válka
- 1689–1697 – Válka krále Viléma

## Vědy a umění
- dostavěn buddhistický klášter Taktsang

## Narození
Česko
- 17. února – Kristián David, moravský misionář († 3. února 1751)
- únor – Steydl z Greifenwehru, český kněz a spisovatel († 3. března 1774)
- ? – Jan Václav Regner z Kličína, generální vikář litoměřické diecéze († 20. dubna 1762)
- ? – Martin Kovář Javorovský, český zbojník († 23. ledna 1738)

Svět
- 16. února – Gian Domenico Mansi, teolog a církevní historik († 27. září 1769)
- 26. března – Jean Restout, francouzský malíř († 1. ledna 1768)
- 8. dubna – Giuseppe Tartini, italský houslista a skladatel († 26. února 1770)
- 22. dubna – James Stirling, skotský matematik († 1770)
- 13. června – Joseph Highmore, anglický malíř období rokoka († 3. března 1780)
- 28. června – Luisa Marie Teresa Stuartovna, dcera anglického krále Jakuba II. († 18. dubna 1712)
- 12. července – Gabriela z Lichtenštejna, knížecí princezna († 7. listopadu 1713)
- 18. srpna – Louis Henri de Bourbon-Condé, premiér Francie za vlády Ludvíka XV. († 27. ledna 1740)
- 8. října – Antonio Palella, italský hudební skladatel († 7. března 1761)
- 25. října – Alžběta Parmská, manželka Filipa V., španělská královna († 11. července 1766)
- 28. října – Josef Ferdinand Bavorský, následník španělského trůnu († 6. února 1699)
- listopad – Michele Gabellone, italský hudební skladatel a pedagog († 19. ledna 1740)
- 6. listopadu – Louis Racine, francouzský básník († 1763)
- 21. listopadu – Carlo Innocenzo Frugoni, italský básník a libretista († 20. prosince 1768)
- 6. prosince – Hürrem Kadınefendi, manželka osmanského sultána Ahmeda III. († 25. června 1760)
- ? – Francesco Barbella, italský houslista a hudební skladatel († 1732)
- ? – William Caslon, anglický puškař, typograf a grafický designér († 23. ledna 1766)

## Úmrtí
Česko
- 8. února – Matěj Tanner, český jezuitský duchovní a spisovatel (* 28. února 1630)
- 7. září – Matěj Václav Šteyer, český jezuitský kněz, spisovatel a jazykovědec (* 13. února 1630)

Svět
- 3. března – Eleonora Kateřina Falcká, švédská princezna (* 17. května 1626)
- 12. května – Luisa Kristýna Savojská, savojská princezna (* 27. července 1629)
- 18. května – Elias Ashmole, anglický starožitník, sběratel umění (* 23. května 1617)
- 17. června – František Antonín von Losenstein, římskokatolický církevní hodnostář (* 1642)
- 19. listopadu – Thomas Shadwell, anglický spisovatel a dramatik (* cca 1642)
- 24. prosince – Marie Antonie Habsburská, dcera císaře Leopolda I. a jeho první manželky Markéty Terezy, manželka bavorského kurfiřta Maxmiliána II. Emanuela (* 1669)
- ? – Girolamo Lucenti, italský sochař (* 1627)
- ? – Esaias Fellgiebel, slezský tiskař a nakladatel (* 1622)

## Hlavy států
- Anglie – Vilém III. (1688–1702)
- Francie – Ludvík XIV. (1643–1715)
- Habsburská monarchie – Leopold I. (1657–1705)
- Osmanská říše – Ahmed II. (1691–1695)
- Polsko-litevská unie – Jan III. Sobieski (1674–1696)
- Rusko – Ivan V. (1682–1696) a Petr I. Veliký (1682–1725)
- Španělsko – Karel II. (1665–1700)
- Švédsko – Karel XI. (1660–1697)
- Papež – Inocenc XII. (1691–1700)
- Perská říše – Safí II.